# Circuit de Singapur

Circuit urbà de Singapur

El circuit urbà de Singapur és un circuit per curses on es disputa el Gran Premi de Singapur de Fórmula 1 a partir de la temporada 2008, entrant així a la llista de Grans Premis de Fórmula 1.
El Gran Premi se celebra al traçat urbà de la ciutat - estat de Singapur, a través dels carrers d'aquesta. Les obres per la construcció del traçat van començar al setembre del 2007.

## Circuit
Igual que els circuits de Mònaco i València, la ciutat i els seus carrers seran l'escenari del Gran Premi. El traçat fa 5,2 km, i tindrà 24 revolts, disputant-se la carrera en el sentit de les agulles del rellotge.
És un circuit que tot i ser urbà es poden agafar altes velocitats en el circuit, en rectes com la de Esplanade Drive o Raffles Boulevard.